# Carmen (comédie musicale)
Pour les articles homonymes, voir Carmen.
Carmen est une comédie musicale écrite par Frank Wildhorn, Jack Murphy et Norman Allen. Il s'agit d'une coproduction entre la République Tchèque et les États-Unis.

## Chansons tchèques / anglaises

### Acte I
1. Prolog (Sevillana)
2. Cesty osudu / Winds of Fate
3. Svět patří Vám / The World is Yours
4. Já věrnost ti přísahám / My Only Prayer
5. Symbol žen / Every Woman in the World
6. Ženská jako já / A Woman Like Me
7. Ženská jako Ty / A Woman Like You
8. Čekání / While He's Waiting
9. Chci Tě / I Want You Tonight
10. Tak kráčí ženská / Walk Like a Woman
11. Každý jsme sám / We All Dance Alone
12. Taková ženská / A Woman Like That
13. Viva Amor!
14. Nic nejde vzít zpět / No Turning Back

### Acte II
1. Přijel cirkus / Ballyhoo
2. Patříš mně / You Belong to Me
3. Klíč / The Key
4. Cizinec - můj stín / The Man I Have Become
5. Kéž sílu mám / If I Could
6. Svatá Terezo / Saint Theresa
7. Blázen jak já / A Fool in Love
8. Čekání / While He's Waiting (reprise)
9. Přehlídka síly / Circus Tour de Force
10. Jde vo kejhák / Be Afraid
11. Finale
12. Kéž sílu mám / If I Could (reprise)

## Création

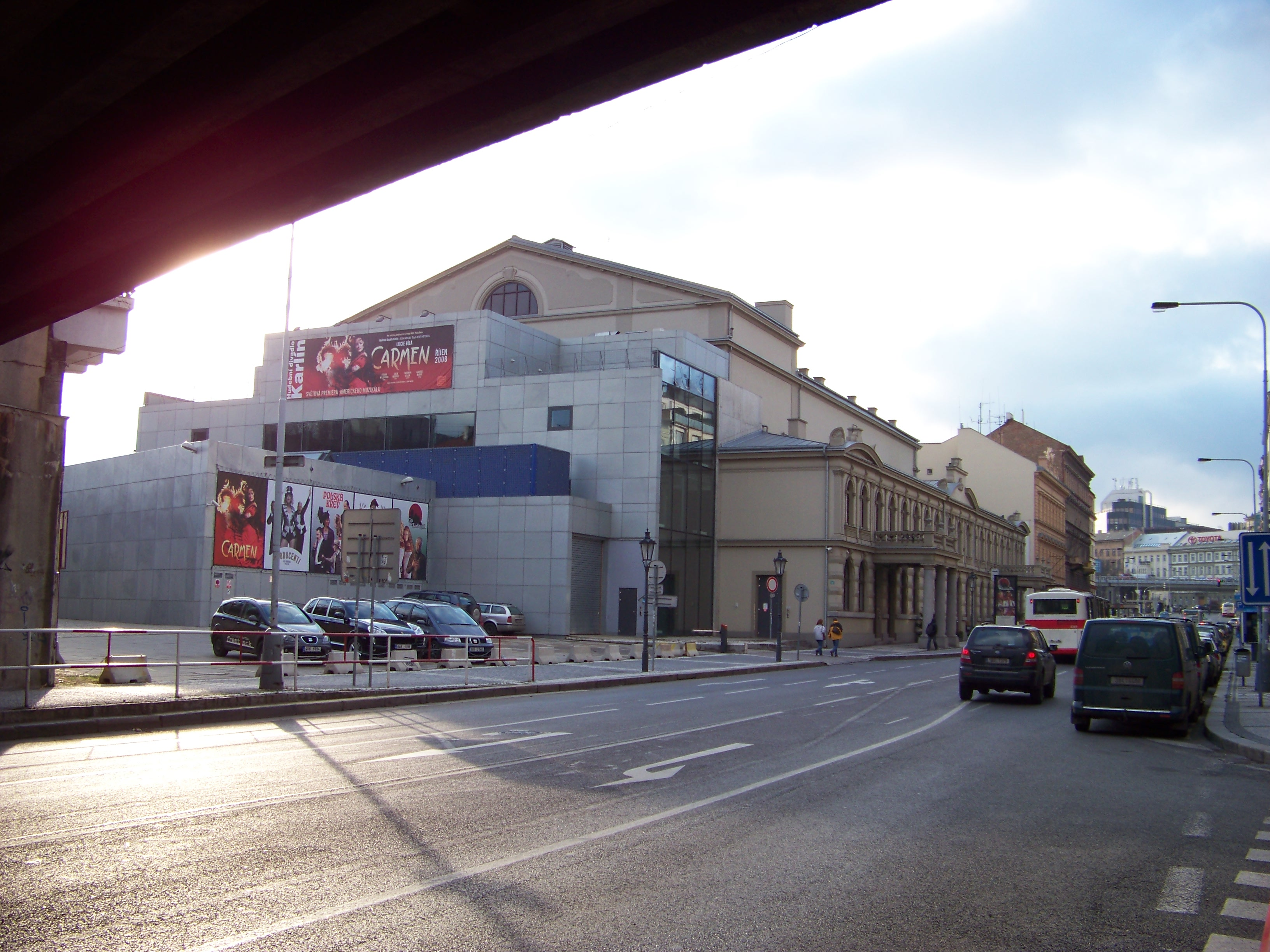
Le théâtre de Karlín où Carmen a fait ses débuts. L'affiche du spectacle apparaît au sommet de la façade.

La trame s'inspire de la nouvelle éponyme de Prosper Mérimée.
Coproduction tchèco-étatsunienne, Carmen se présente comme un show à la Broadway créée pour la scène praguoise. Le spectacle a la particularité de mettre en scène des artistes circassiens.
La première mondiale a eu lieu le 2 octobre 2008 au Théâtre musical de Karlín.

## Distribution

### Distribution originale tchèque (2009)
- Carmen : Lucie Bílá

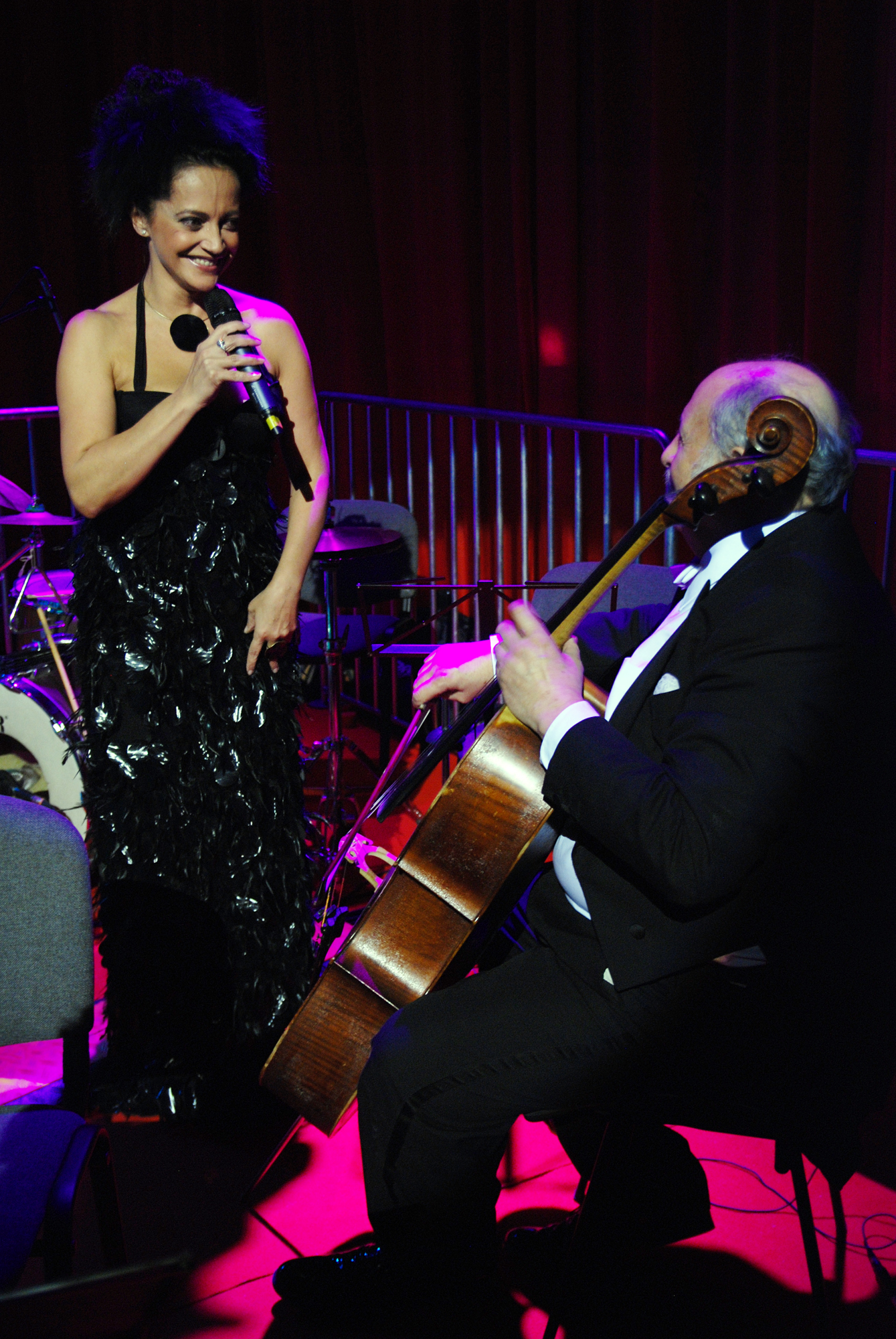
Lucie Bílá, la Carmen originale du tandem Murphy/Wildhorn.

- Katarina : Dasha, Markéta Poulíčková
- José : Peter Strenáčik, Robert Jícha, Tomáš Löbl
- Garcia : Václav Noid Bárta, Martin Pošta, Lukáš Kumpricht
- Inéz : Pavla Břínková, Barbora Rajnišová
- Zuniga : Lukáš Kumpricht, Tomáš Trapl
- Mendoza : Jiří Korn, Josef Stagr
- La diseuse de bonne aventure : Athina Lagonska, Hanka Křížková
- Inmar : Ivo Hrbáč
- María : Zuza Ďurdinová, Veronika Veselá
- Sherida : Kateřina Nováková
- Cecília : Grabcová Eliška, Příhodová Vendula
- Isabela : Jana Zenáhlíková
- Dolores : Linda Stránská, Barbora Popelková
- Rosa : Tererza Zelinková
- Kelvin : Pavel Číčel, David Bouša
- Carlos : Jakub Šlégr

### Distribution originale japonaise (2024)
- Carmen : Megumi Hamada
- Katarina : Chihiro Otsuka
- José : Ryotaro Shimizu
- Garcia : Toshiki Yonekura
- Inéz : Tatsuki Kaju
- Le maire : Tetsuya Bessho
- La diseuse de bonne aventure : JKim

### Distribution originale hongroise (2024)
- Carmen : Veronika Nádasi, Annamari Dancs, Lipics Franciska
- Katarina : Széles Flóra, Kelemen Fanni, Nagy Alma Virág
- José : Dénes Kocsis, Nemes Tibor, Balázs Tassonyi
- Garcia :  Attila Dolhai, Sándor György-Rózsa, Zsolt Homonnay
- La diseuse de bonne aventure : Kata Janza, Nikolett Füredi, Zsuzsi Vágó
- Inéz : Andrea Szulák, Auksz Éva, Anna Peller
- Zuniga : Lóránt Nagy, Attila Miklós, Attila Németh
- Mendoza : Tamás Földes, György Szomor, Attila Pálfalvy
- Inmar : Zoltán Kiss, László Szerényi, Kator Bálint
- Le directeur du cirque : Péter Laki, Attila Serbán, Ottó Magócs
- Isabela : Alexandra Faragó, Petra Kálmán, Paláncz Daniéla Szixtina
- Kelvin :  Balázs Angler, Roland Imre
- Carlos : Richárd Péter, Hrisztosz Petridisz
- Madame Loupe : Ottília Csengeri

## Réception
Le spectacle est un grand succès en Tchéquie : la troupe originale rejoue le spectacle courant 2015.
Carmen s'exportera par la suite en Corée du Sud (2013), au Japon (2014), en Lituanie (2015), en Autriche (2019) et en Hongrie (2024).